# Adenoidi (libro)
Adenoidi è un libro umoristico scritto da Daniele Luttazzi. Raccoglie testi di monologhi, sketch televisivi racconti e articoli di rivista scritti dal 1988 al 1994.
Il titolo è in riferimento alla prima epurazione dalla tv subita da Luttazzi nel 1989. Le adenoidi sono delle ghiandole linfatiche che quando si infiammavano un tempo venivano asportate; il titolo perciò è una metafora dei monologhi: «quando sono infiammati vengono asportati dalla televisione. Diciamo che Adenoidi è un monologo sulla libertà di espressione».
Aldo Grasso del Corriere della Sera l'ha citato come esempio di «raro acume e amara comicità».

## Contenuti
La primissima edizione conteneva anche una parodia di Fernando Pessoa, che venne tolta nelle edizioni successive. Luttazzi disse che voleva farne un libro a parte, espandendo il materiale. Tra gli altri contenuti, troviamo:

### Non qui, Barbara, nessuno ci sta guardando (1989)
Il libro si apre col monologo di esordio di Luttazzi, Non qui, Barbara, nessuno ci sta guardando, con cui vinse il concorso nazionale per nuovi comici la Zanzara D'Oro nel 1989.
Non mancano battute su politica (come quella sulla nuova tortura pedofila che comportava l'iscrizione al partito socialista —cambiato poi in Forza Italia nelle edizioni successive); per questa battuta la RAI Craxiana del 1989 lo censurò dal programma Fate il vostro gioco); e battute sulla religione: «Mia madre con le sue solite convinzioni religiose. È tuttora convinta che Alberto Lupo sia morto per i nostri peccati».

### Parodie di Marzullo (1990)
Nel 1990 Luttazzi venne ingaggiato al programma televisivo Banane di Telemontecarlo, a cui propose una parodia di Gigi Marzullo. Luttazzi faceva l'imitazione non solo di Marzullo, ma anche dei suoi ospiti in tre immaginarie interviste: Hitler, Freud e Gesù. Gli sketch vennero registrati ma non vennero mai mandati in onda.
Il libro contiene i testi delle tre interviste.

### Adenoidi (1993)
Qui il riferimento è Gli indifferenti di Alberto Moravia, il cui incipit era: «Entrò Carla; aveva indossato un vestitino di lanetta marrone con la gonna così corta, che bastò quel movimento di chiudere l’uscio per fargliela salire di un buon palmo sopra le pieghe lente che le facevano le calze intorno alle gambe; ma ella non se ne accorse e si avanzò con precauzione guardando misteriosamente davanti a sé, dinoccolata e malsicura; una sola lampada era accesa e illuminava le ginocchia di Leo seduto sul divano; un’oscurità grigia avvolgeva il resto del salotto». Luttazzi inizia, e finisce, il suo racconto-flash con la frase: «Entrò Carla, ma aveva sbagliato romanzo».

### Daumenlutschen Ausdruckserscheinungen von Entfremdungsgefuehl (Succhiamento del pollice, aspetto espressivo dell'alienazione) (1993)
Parodia di racconto poliziesco, ambientato in «uno dei locali notturni più famosi della riviera di Lectric Combo: lo Strudel Technirama». I personaggi principali sono:
- Mommomery Clif, avvocato penalista.
- Eugenio Montale, detto "el Sphinctero Grande", che affida il caso a Clif.
- Glenda Octoroon, culturista ermafrodito. Allatta Demente, il suo cucciolo di aragosta.

Altri personaggi:
- Deirdre Knelf, ninfomane amish tossicodipendente da quaalude, segretaria di Clif
- Spiv Corvine, epistemologo adiadococinetico, investigatore privato, spesso collabora con Clif
- Rebecca Panneborg, ex moglie di Montale, figlia di Lars Panneborg
- Lars Panneborg, catechista bisessuale nato a Stoccolma nel 1750, vero inventore del telefono. Si fa ibernare e viene scongelato due secoli dopo.
- Dervis Valsava, chirurgo milanista ciclotimico affetto dalla malattia di Wilson
- Murray Spivak, astronomo dilettante trapezista torero, conduttore del tv-quiz Indovina il mio tumore.

Il racconto poliziesco Daumenlutschen Ausdruckserscheinungen von Entfremdungsgefuehl (1993) è stata la prima opera narrativa italiana a contenere emoticons.

### Cristo Biodegradabile (1992)
Quattro spot pubblicitari in cui messaggi religiosi si mescolano a spot di automobili, banche, detersivi e trattamenti contro la calvizie.

### Come ti erudisco il neo-nazi (1991)
Luttazzi analizza e commenta «l'episodio che più di ogni altro ha assunto in sé senso e prospettiva» delle «atrocità che vengono perpetrate a danno dei telespettatori italiani», ovvero una puntata del Maurizio Costanzo Show dedicata al risorgente fenomeno europeo del neonazismo (andata in onda il 5 novembre 1991).

### Se san Marco fosse stato uno sceneggiatore diBeautiful(1992)
Una puntata di Beautiful incentrata sul rapporto conflittuale tra "Gesù" e "Maria Vergine".

### Wanda (1992)
Monologo incentrato sulla relazione sentimentale con Wanda Vaporub.

## Curiosità
La dedica all'inizio del libro dice "È orribile dover sopportare tutto questo, ed essere testimoni dell'entusiasmo frenetico di un pubblico cretino." (Alban Berg, a proposito dei festeggiamenti nazisti per il centenario della nascita di Brahms, 16 maggio 1933)

## Edizioni
- Daniele Luttazzi, Adenoidi, collana La Scala Sintonie, Rizzoli, 2004,  p. 218, ISBN 88-17-00153-8.